# Morfasso
Morfasso est une commune de la province de Plaisance, dans la région Émilie-Romagne, en Italie.

## Administration
| Période                                  | Période  | Identité      | Étiquette    | Qualité |
| ---------------------------------------- | -------- | ------------- | ------------ | ------- |
| 14 juin 2004                             | En cours | Marco Rigolli | Lista Civica |         |
| Les données manquantes sont à compléter. |          |               |              |         |

### Hameaux
Rusteghini, Greghi, Casali, Monastero, Pedina, San Michele, Sperongia, Teruzzi, Salino.

### Communes limitrophes
Bardi, Bettola, Bore, Farini, Gropparello, Lugagnano Val d'Arda, Vernasca.

### Évolution démographique
Habitants recensés